# Listă de companii din Ploiești
Aceasta este o listă de companii din Ploiești
- 24 Ianuarie Ploiești
- Astra Română
- Atlas Gip
- Baumeister
- Baumix
- Dorobanțul Ploiești
- Electromecanica
- Halewood România
- ICERP
- Inspet
- IPIP SA
- Petrobrazi
- Petrotel Lukoil
- Petrotrans
- Remat Prahova
- Societatea Națională a Cărbunelui Ploiești
- Timken Company
- Uztel
- Uzuc
- Vega Ploiești

- Uzinele „1 Mai”